# كريستيان كراوس
كريستيان كراوس (بالألمانية: Christian Jacob Kraus) (و. 1753 – 1807 م) هو لغوي، وأمين مكتبة، واقتصادي، وأستاذ جامعي، وكاتب ألماني، توفي في كونيغسبرغ، عن عمر يناهز 54 عاماً.

## التعليم
تعلم في جامعة غوتينغن، وجامعة كونيغسبرغ.